# Martanesh

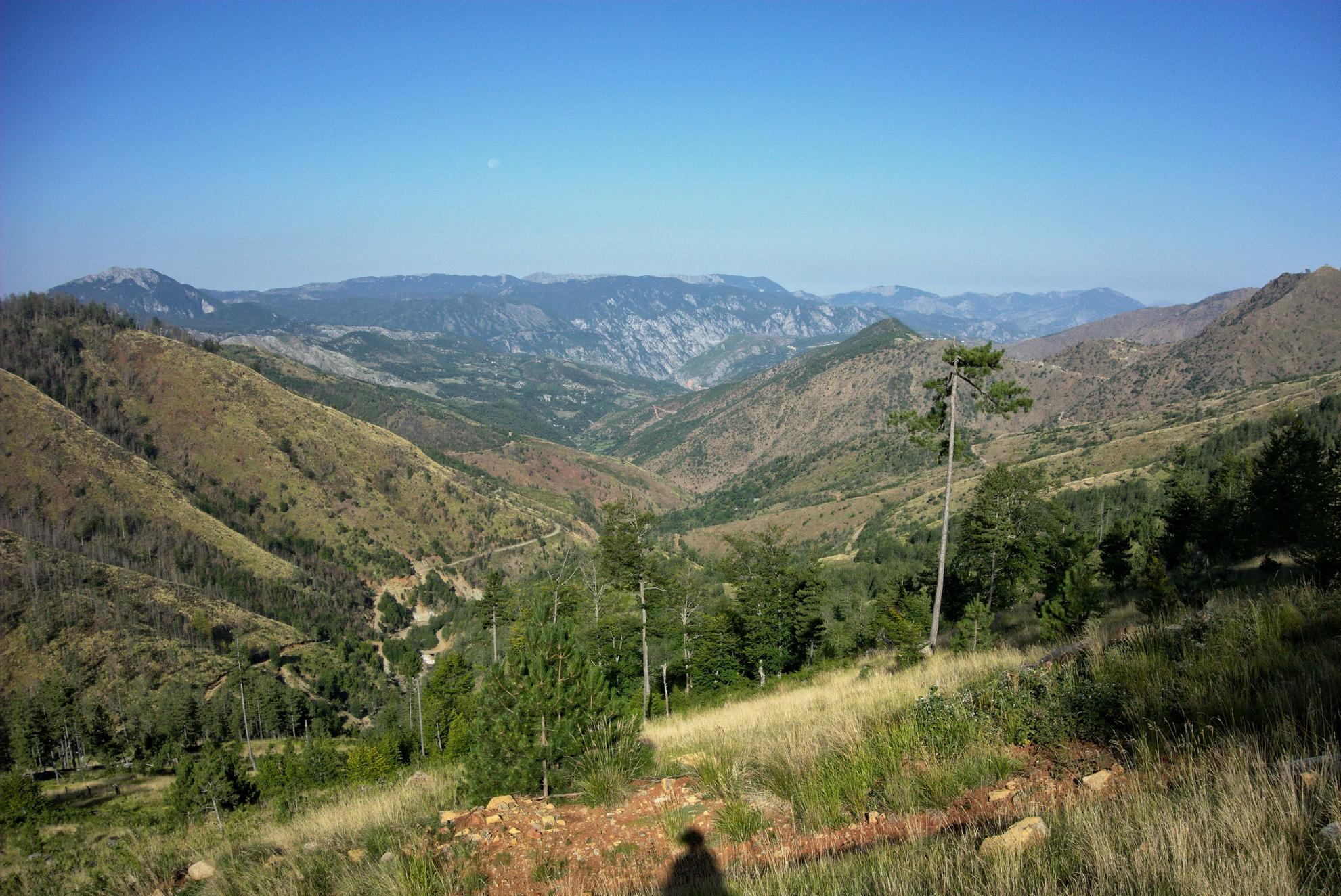
Martanesh vom Ostrand in Richtung Krasta gesehen

Martanesh (albanisch auch Martaneshi) ist eine geographische und ethnographische Region und eine ehemalige Gemeinde im Osten Albaniens. Das Gebiet liegt abgelegen in den Bergen des Qark Dibra zwischen Tirana im Westen, Klos (Mat) im Nordwesten, Bulqiza im Norden, Librazhd im Südosten und Elbasan im Südwesten. Martanesh, das Quellgebiet des Flusses Mat, grenzt im Osten an die Bergregion Golloborda, im Süden an die Bergregion Çermenika, im Westen an den Bergstock des Mali me Gropa und im Norden an das Tal der Bulqiza. Der Mat entwässert nach Nordwesten in die gleichnamige Region Mat, die sich dort zu einem weiten Talbecken öffnet.

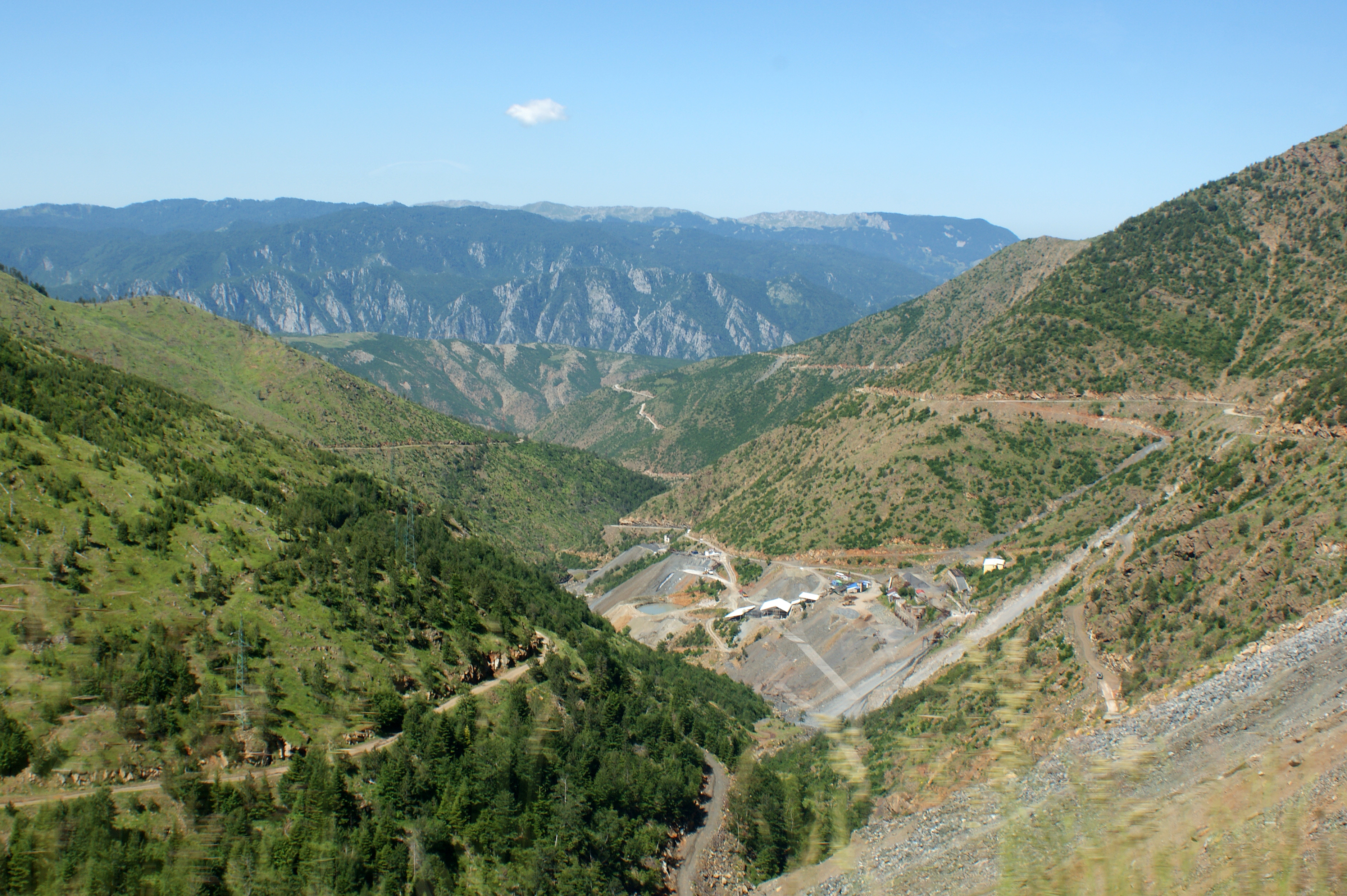
Bergbau in der Gegend der Batra-Mine

Höchster Punkt der Region Martanesh ist die Maja e Dhoksit (2020 m ü. A.). Der westliche Teil mit den engen Tälern und Schluchten der Quellbäche des Mat ist karstig, im östlichen Teil findet sich Ultrabasisches Gestein magmatischen Ursprungs. Letzteres ist auch reich an Rohstoffen, insbesondere Chrom, das in zahlreichen Minen abgebaut wird. Dieser wird in der Region seit 1959 abgebaut, rund zehn Jahre, nachdem in Bulqiza der Chromabbau begonnen hatte.
Neben Bergbau betreibt die Bevölkerung vor allem Landwirtschaft. Die Bevölkerung ist mehrheitlich arm und fast 20 % der Familien erhalten Sozialhilfe. Es gibt in der Gemeinde drei Grundschulen. Das Dorf Val war jahrelang ohne Strom.
Martanesh besteht aus der Bergwerksstadt Krasta mit rund 80 % der Einwohner und den sieben Dörfern Gjon, Lena, Peshk, Val, Stavec, Melç und Ndërfushas, von denen nur Peshk mehr als 100 Einwohner hat. Die Gemeinde Martanesh wurde 2015 bei einer landesweiten Territorialreform aufgelöst. Das Gebiet gehört jetzt zur Bashkia Bulqiza. Die heutige Njësia administrative Martanesh (Verwaltungseinheit; entspricht der ehemaligen Gemeinde) hat 1339 Einwohner (2023). 2011 lebten noch 1836 Personen auf dem Gebiet. Die Fläche der Njësia administrative Martanesh innerhalb der Bashkia Bulqiza beträgt 164,5 Hektar, die geographisch-ethnographische Region zieht sich aber weiter über die Grenzen bis in die Bashkia Tirana und die Bashkia Bulqiza hinein. Im Kommunismus gehörte die Gemeinde zum Kreis Mat.
In der physikalischen Geographie wird das ganze Bergland von Martanesh, Çermenika und Golloborda zwischen den Flüssen Mat im Nordwesten, dem Einzugsgebiet des Drin im Nordosten, dem Shkumbin und seinem Zufluss Rapun sowie dem Skanderbeggebirge im Westen zu einer Region zusammengefasst. Während die Bevölkerung der Çermenika aber primär nach Süden orientiert ist und in Golloborda sogar viele Mazedonier leben, ist Martanesh traditionell nach Nordwesten ausgerichtet.
Abgesehen von der Verbindungsstraße Bulqiza–Qafa e Buallit–Krasta waren die Straßen der Region bis Mitte der 2010er Jahre nicht asphaltiert. Die Wege von Krasta in Richtung Süden sind schlechte Pisten. Val jenseits der Schlucht des Mats hingegen ist gar nicht mittels Fahrstraße mit Krasta oder dem Rest der ehemaligen Gemeinde verbunden.
Viele Bewohner der Region sind Bektaschi. Es gibt im Gebiet zwei Tekken, die als Kulturdenkmal geschützte Tekke von Martanesh in Peshk und südöstlich von Lena die Tekke von Ballenja, wo alljährlich am 29. Juni eine Wallfahrt stattfindet. An der Tekke von Martanesh wirkte unter anderen Baba Faja Martaneshi als Leiter der Tekke; im Zweiten Weltkrieg kämpfte er im Widerstand gegen die Besatzer.
Besonders im Westen und Süden sind weite Gebiete als Landschaftsschutzgebiet geschützt. Im Gebiet gibt es fast 20 Bergseen, von denen einige aber teilweise ausgetrocknet sind; die meisten liegen in Karen. Der größte ist der Liqen i Zi (Schwarzer See).